# Zero (analisi complessa)
In analisi complessa, uno zero di una funzione olomorfa f è un numero complesso a tale che f(a) = 0.

## Molteplicità di uno zero
Un numero complesso a è uno zero semplice di f, o uno zero di molteplicità 1 di f, se f può essere scritta nella forma
{\displaystyle f(z)=(z-a)g(z)}
dove g è una funzione olomorfa g tale che g(a) non è zero.
In generale, la molteplicità di uno zero di f in a è quel numero positivo n (che, per le funzioni olomorfe, risulta essere necessariamente un intero) per il quale c'è una funzione olomorfa g tale che
{\displaystyle f(z)=(z-a)^{n}g(z)\ {\mbox{e}}\ g(a)\neq 0.}

## Esistenza degli zeri
Il teorema fondamentale dell'algebra afferma che ogni polinomio non costante a coefficienti complessi ha almeno uno zero nel piano complesso. Questo non vale, in generale, nel caso in cui ci si limiti al campo dei numero reali (ricerca di radici reali di polinomi a coefficienti reali): è banalmente noto, in matematica, come esistano funzioni polinomiali a coefficienti reali che non ammettono zeri reali (ma ammettono comunque zeri complessi essendo i numeri reali dei particolari numeri complessi). Un esempio è f(x) = x2 + 1.

## Proprietà
Una proprietà importante degli zeri di una funzione olomorfa (non identicamente nulla) è che tali zeri sono isolati. In altre parole, per ogni zero di una funzione olomorfa, esiste un intorno di tale zero che non contiene altri zeri.